# Лаферла, Кристиан
Кристиан «Крис» Лаферла (англ. Kristian "Kris" Laferla, родился 23 марта 1967) — мальтийский футболист, выступавший на позиции полузащитника.

## Клубная карьера
В возрасте 16 лет дебютировал за команду Луксол в матче 12 декабря 1983 года против клуба «Бирзебудджа Сент-Питерс», завершившемся со счётом 0:0. После выступлений в Третьем дивизионе он был арендован клубом «Валлетта» из мальтийской Премьер-лиги в сезоне 1985/1986. 1 сентября 1985 года дебютировал за «Валлетту» в игре против «Зуррика», а 6 сентября 1986 года забил свой первый гол, реализовав пенальти в ворота клуба «Таршин Рэйнбоус». В дальнейшем «Валлетта» выкупила игрока, и тот стал выступать за основу клуба, даже заполучив капитанскую повязку. В составе «Валлетты» он выиграл 25 трофеев, в том числе завоевав шесть титулов чемпиона страны (шестой выиграл в сезоне 2000/2001). Благодаря этому Лаферла стал одним из самых титулованных футболистов Мальты.
В декабре 2002 года Лаферла перешёл в клуб «Слима Уондерерс», проведя дебютный матч против клуба «Марса» (победа 5:0). Игровую карьеру завершил, сыграв более 500 матчей в Премьер-Лиге Мальты.

## Карьера в сборной
Дебютировал в составе сборной Мальты 16 ноября 1986 года в матче против Швеции (поражение 0:5). Всего сыграл 65 матчей и забил 6 голов: один из них принёс мальтийцам победу 12 мая 1993 года над Эстонией со счётом 1:0. 16 раз выводил сборную в качестве капитана команды. В 1993 году в игре против Италии мальтийцы проиграли со счётом 1:2, причём Лаферла, будучи капитаном команды, не забил пенальти

### Голы за сборную
В графе «Счёт» указан счёт в матче после гола игрока.
| Номер | Дата            | Стадион                       | Противник        | Счёт | Итог | Турнир               |
| ----- | --------------- | ----------------------------- | ---------------- | ---- | ---- | -------------------- |
| 1     | 10 февраля 1990 | Национальный стадион, Та-Кали | Республика Корея | 1:2  | 1:2  | Международный турнир |
| 2     | 12 мая 1993     | Кадриорг, Таллин              | Эстония          | 1:0  | 1:0  | Отбор на ЧМ-1994     |
| 3     | 30 марта 1994   | Национальный стадион, Та-Кали | Словакия         | 1:1  | 1:2  | Товарищеский матч    |
| 4     | 19 апреля 1994  | Национальный стадион, Та-Кали | Азербайджан      | 2:0  | 5:0  | Товарищеский матч    |
| 5     | 16 августа 1994 | Тегельне поле, Братислава     | Словакия         | 1:1  | 1:1  | Товарищеский матч    |
| 6     | 6 сентября 1994 | Базалы, Острава               | Чехия            | 1:4  | 1:6  | Отбор на ЧЕ-1996     |

## Личная жизнь
Женат, есть трое детей (Джессика, Мэттью, Джулиана). Является владельцем ночного клуба в Пачавиле.